# Tony Hibbert
Anthony James Hibbert, detto Tony (Liverpool, 20 febbraio 1981), è un ex calciatore inglese, di ruolo difensore.
È primatista di presenze (24) con la casacca dell'Everton nelle competizioni calcistiche europee.

## Carriera
Hibbert è nato a Liverpool nel 1981, ma è cresciuto a Huyton, nel Merseyside.
Cresciuto nell'Everton, nel 1998 con questa squadra vinse la FA Cup giovanile. Il suo esordio con la prima squadra fu nel 2001, in Everton-West Ham (2-0).
Giocò poco nelle stagioni 2005-2006 e 2006-2007. Nella stagione 2007-2008 ottiene il quinto posto.
Il primo gol, in 12 anni nei Toffees, arriva nell'amichevole Everton-AEK Atene dell'8 agosto 2012, in cui sigla il definitivo 4-1 per la squadra inglese (su punizione). Hibbo è stato subito abbracciato da tutti i compagni di squadra e, in seguito, è stato festeggiato anche dai suoi tifosi, con un'invasione di campo collettiva.

## Statistiche

### Presenze e reti nei club
Statistiche aggiornate al 30 aprile 2016.
| Stagione        | Squadra         | Campionato      | Campionato | Campionato | Coppe nazionali | Coppe nazionali | Coppe nazionali | Coppe continentali | Coppe continentali | Coppe continentali | Altre coppe | Altre coppe | Altre coppe | Totale | Totale |
| Stagione        | Squadra         | Comp            | Pres       | Reti       | Comp            | Pres            | Reti            | Comp               | Pres               | Reti               | Comp        | Pres        | Reti        | Pres   | Reti   |
| --------------- | --------------- | --------------- | ---------- | ---------- | --------------- | --------------- | --------------- | ------------------ | ------------------ | ------------------ | ----------- | ----------- | ----------- | ------ | ------ |
| 2000-2001       | Everton         | PL              | 3          | 0          | FACup+CdL       | 0               | 0               | -                  | -                  | -                  | -           | -           | -           | 3      | 0      |
| 2001-2002       | Everton         | PL              | 10         | 0          | FACup+CdL       | 1+1             | 0               | -                  | -                  | -                  | -           | -           | -           | 12     | 0      |
| 2002-2003       | Everton         | PL              | 24         | 0          | FACup+CdL       | 0+1             | 0               | -                  | -                  | -                  | -           | -           | -           | 25     | 0      |
| 2003-2004       | Everton         | PL              | 25         | 0          | FACup+CdL       | 3+3             | 0               | -                  | -                  | -                  | -           | -           | -           | 31     | 0      |
| 2004-2005       | Everton         | PL              | 36         | 0          | FACup+CdL       | 1+3             | 0               | -                  | -                  | -                  | -           | -           | -           | 40     | 0      |
| 2005-2006       | Everton         | PL              | 29         | 0          | FACup+CdL       | 4+1             | 0               | UCL+CU             | 2+2                | 0                  | -           | -           | -           | 38     | 0      |
| 2006-2007       | Everton         | PL              | 13         | 0          | FACup+CdL       | 0               | 0               | -                  | -                  | -                  | -           | -           | -           | 13     | 0      |
| 2007-2008       | Everton         | PL              | 24         | 0          | FACup+CdL       | 1+2             | 0               | CU                 | 8                  | 0                  | -           | -           | -           | 35     | 0      |
| 2008-2009       | Everton         | PL              | 17         | 0          | FACup+CdL       | 6+0             | 0               | CU                 | 1                  | 0                  | -           | -           | -           | 24     | 0      |
| 2009-2010       | Everton         | PL              | 20         | 0          | FACup+CdL       | 1+2             | 0               | UEL                | 7                  | 0                  | -           | -           | -           | 30     | 0      |
| 2010-2011       | Everton         | PL              | 20         | 0          | FACup+CdL       | 1+1             | 0               | -                  | -                  | -                  | -           | -           | -           | 22     | 0      |
| 2011-2012       | Everton         | PL              | 32         | 0          | FACup+CdL       | 2+2             | 0               | -                  | -                  | -                  | -           | -           | -           | 36     | 0      |
| 2012-2013       | Everton         | PL              | 6          | 0          | FACup+CdL       | 0               | 0               | -                  | -                  | -                  | -           | -           | -           | 6      | 0      |
| 2013-2014       | Everton         | PL              | 1          | 0          | FACup+CdL       | 2+1             | 0               | -                  | -                  | -                  | -           | -           | -           | 4      | 0      |
| 2014-2015       | Everton         | PL              | 4          | 0          | FACup+CdL       | 0+1             | 0               | UEL                | 4                  | 0                  | -           | -           | -           | 9      | 0      |
| 2015-2016       | Everton         | PL              | 1          | 0          | FACup+CdL       | 0               | 0               | -                  | -                  | -                  | -           | -           | -           | 1      | 0      |
| Totale carriera | Totale carriera | Totale carriera | 265        | 0          |                 | 40              | 0               |                    | 24                 | 0                  |             | -           | -           | 329    | 0      |

## Palmarès

### Club

#### Competizioni giovanili
- FA Youth Cup: 1

Everton: 1997-1998